# Campo la Calavera
Campo la Calavera är en ort i Mexiko.   Den ligger i kommunen Cuautla och delstaten Morelos, i den sydöstra delen av landet, 70 km söder om huvudstaden Mexico City. Campo la Calavera ligger 1 300 meter över havet och antalet invånare är 117.
Terrängen runt Campo la Calavera är platt åt nordost, men åt sydväst är den kuperad. Runt Campo la Calavera är det ganska tätbefolkat, med 222 invånare per kvadratkilometer. Närmaste större samhälle är Cuautla Morelos, 4,2 km öster om Campo la Calavera. Omgivningarna runt Campo la Calavera är en mosaik av jordbruksmark och naturlig växtlighet.